# Rhaphuma sharmai
Rhaphuma sharmai är en skalbaggsart som beskrevs av Holzschuh 1990. Rhaphuma sharmai ingår i släktet Rhaphuma och familjen långhorningar.
Artens utbredningsområde är Nepal. Inga underarter finns listade i Catalogue of Life.